# Pingshu
En la cultura china, Pingshu (en chino tradicional, 評書; en chino simplificado, 评书; pinyin, Píngshū) resumidamente significa «una forma de entretenimiento y de educación en la cultura de masas en el norte de China».
Y a menudo, viajeros en Pekín encontraban taxistas haciendo este tipo de relatos a sus clientes. Algunas de estas historias duraban hasta media hora o algo más, y eran narradas a veces hasta tres veces en el día por parte de cada taxista.
En los años 1980, esta tradición en los taxis era extremadamente popular, pero luego, muchos chinos pudieron permitirse una radio, por lo cual, muchos de estos relatos comenzaron a llegar a cada casa a través de ese medio de comunicación de masas.
Entonces, jóvenes y viejos, cuando tenían tiempo, se prendían a la radio, por la mañana, al mediodía, por las tardecitas, escuchando un día sí y otro también estos relatos, muchos de los cuales tenían sus raíces en la antigua historia de China.
Y en el campo, los agricultores también comenzaron a llevar receptores de radio a sus lugares de trabajo, para escuchar estas interesantes historias mientras realizaban sus tareas. Y en las ciudades, personas añosas o jubiladas se sentaban en una cómoda silla de bambú, disfrutando también de estas narraciones radiofónicas mientras bebían té a sorbitos.
Así, tramas tales como Historia de Yue Fei: Un modelo de lealtad y patriotismo (enlace roto disponible en Internet Archive; véase el historial, la primera versión y la última)., Romance de los Tres Reinos, y otras narraciones de la Dinastía Tang y de la Dinastía Sui, comenzaron a tener gran difusión y se hicieron muy populares, integrándose estos asuntos en las conversaciones habituales del día a día. 
Y cuentistas famosos o ejecutantes Pingshu, como por ejemplo Shan Tianfang （单田芳, 1935-?), Yuan Kuocheng （袁阔成, 1929-?), y Liu Lanfang （刘兰芳, 1944-?), consecuentemente pasaron a ser mucho más conocidos.
A menudo, ejecutantes Pingshu usan vestidos tradicionales, y se instalan detrás de una mesa, con un abanico doblado y un mazo (sirviendo éste para golpear la mesa, como una advertencia a la audiencia para hacer silencio, o como forma de atraer la atención, o para reforzar el efecto de alguna idea o de alguna resolución, o para marcar comienzo o fin de un intervalo).
También con alguna frecuencia, los ejecutantes Pingshu emiten sus propios comentarios sobre los asuntos tratados, o realizan aclaraciones o acotaciones de interés. De este modo, la audiencia, escuchando o disfrutando de la actuación, no solamente es entretenida, sino que también es educada, ilustrada, culturizada, en un marco distendido y agradable.
Por lo general, los ejecutantes Pingshu se expresan en Putonghua (mandarín estándar), cuya fonología está basada en el dialecto de Pekín. Esta forma de expresión oral está muy difundida en el norte de China así como en la mayor parte del noreste de dicho país.
El arte de este tipo de narración tradicional, con especial arraigo en su público, ha resultado en el crecimiento de otras formas de arte, aportando así a esta zona del poblado país asiático de muchos artistas talentosos.
En consecuencia de todo esto, también muchos grandes escritores se nutren y se inspiran de todas estas tradiciones, fortaleciendo así un poco más a la literatura china.